# Borsonella
Borsonella é um gênero de gastrópodes pertencente a família Borsoniidae.

## Espécies
- Borsonella abrupta McLean & Poorman, 1971[3]
- Borsonella agassizii (Dall, 1908)[4]
- Borsonella barbarensis Dall, 1919[5]
- Borsonella bartschi (Arnold, 1903)
- Borsonella callicesta (Dall, 1902)[6]
- Borsonella coronadoi (Dall, 1908)[7]
- Borsonella diegensis (Dall, 1908)[8]
- Borsonella erosina (Dall, 1908)[9]
- Borsonella galapagana McLean & Poorman, 1971[10]
- Borsonella hooveri (Arnold, 1903)
- Borsonella merriami (Arnold, 1903)
- Borsonella omphale Dall, 1919[11]
- Borsonella pinosensis Bartsch, 1944[12]
- †Borsonella sinelirata Marwick, 1931

Espécies trazidas para a sinonímia
- Borsonella angelena Hanna, 1924: sinônimo de Borsonella omphale Dall, 1919
- Borsonella civitella Dall, 1919: sinônimo de Borsonella bartschi (Arnold, 1903)
- Borsonella nicoli Dall, 1919: sinônimo de Borsonella bartschi (Arnold, 1903)
- Borsonella nychia Dall, 1919: sinônimo de Borsonella coronadoi (Dall, 1908)
- Borsonella rhodope Dall, 1919: sinônimo de Rhodopetoma diaulax (Dall, 1908)